# Екскершен-Інлет (Аляска)
Екскершен-Інлет (англ. Excursion Inlet) — переписна місцевість (CDP) в США, в окрузі Гейнс штату Аляска. Населення — 40 осіб (2020).

## Географія
Екскершен-Інлет розташований за координатами 58°24′52″ пн. ш. 135°20′45″ зх. д. / 58.41444° пн. ш. 135.34583° зх. д. (58.414565, -135.345711).  За даними Бюро перепису населення США в 2010 році переписна місцевість мала площу 143,54 км², з яких 143,18 км² — суходіл та 0,36 км² — водойми.

## Демографія
Згідно з переписом 2010 року, у переписній місцевості мешкало 12 осіб у 6 домогосподарствах у складі 3 родин. Густота населення становила 0 осіб/км².  Було 71 помешкання (0/км²).
Расовий склад населення:
| - 75,0 % — білих |

До двох чи більше рас належало 25,0 %. Частка іспаномовних становила 8,3 % від усіх жителів.
За віковим діапазоном населення розподілялося таким чином: 25,0 % — особи молодші 18 років, 75,0 % — особи у віці 18—64 років, 0,0 % — особи у віці 65 років та старші. Медіана віку мешканця становила 36,5 року. На 100 осіб жіночої статі у переписній місцевості припадало 100,0 чоловіків;  на 100 жінок у віці від 18 років та старших — 200,0 чоловіків також старших 18 років.
Цивільне працевлаштоване населення становило 40 осіб. Основні галузі зайнятості: виробництво — 22,5 %, сільське господарство, лісництво, риболовля — 22,5 %, публічна адміністрація — 12,5 %, освіта, охорона здоров'я та соціальна допомога — 12,5 %.